# Покрово-Казацкий сельсовет
Покрово-Казацкий сельсове́т — сельское поселение в Лебедянском районе Липецкой области. 
Административный центр — слобода Покрово-Казацкая.

## История
В соответствии с законами Липецкой области №114-оз от 02.07.2004 и №126-оз от 23.09.2004 Покрово-Казацкий сельсовет наделён статусом сельского поселения, установлены границы муниципального образования.

## Население
| 2010  | 2012  | 2013  | 2014  | 2015  | 2016  | 2017  |
| ----- | ----- | ----- | ----- | ----- | ----- | ----- |
| 3042  | ↗3078 | ↘3063 | ↘3020 | ↘3001 | ↘2948 | ↘2878 |
| 2018  | 2021  |       |       |       |       |       |
| ↘2819 | ↘2532 |       |       |       |       |       |

## Состав сельского поселения
| № | Населённый пункт   | Тип населённого пункта          | Население |
| - | ------------------ | ------------------------------- | --------- |
| 1 | Бобыли             | деревня                         | 10        |
| 2 | Крутое             | село                            | 74        |
| 3 | Покрово-Инвалидная | слобода                         | 629       |
| 4 | Покрово-Казацкая   | слобода, административный центр | 2329      |
| 5 | Семицкое           | деревня                         | 0         |